# Нико Розберг
Нико Ерик Розберг (њем. Nico Erik Rosberg; Висбаден, 27. јун 1985) бивши је њемачко–фински аутомобилиста и возач формуле 1, који је освојио шампионат 2016. године,возећи за Мерцедес. Син је бившег финског свјетског шампиона формуле 1 из 1982 шведског поријекла – Кекеа Розберга и њемице Сине. Посједује двојно држављанство и на почетку тркачке каријере такмичио се за Финску. Говори пет језика, али не говори ни фински ни шведски.
Такмичење у картингу почео је са шест година и забиљежио је ране успјехе, освојивши регионални и национални шампионат Француске, прије него је прешао да се такмичи у европским серијама и Свјетском шампионату. Са 16 година, прешао је у на тркање аутомобилима, а 2002. године освојио је шампионат БМВ АДАК са девет побједа, возећи за тим Вива рејсинг. Наредне године прешао је у већу серију, у европску формулу 3, гдје је возио 2003. и 2004, за тркачку организацију његовог оца – Тим Розберг, док је 2005. године освојио прво издање серије GP2 за тим АРТ.
Каријеру у формули 1 почео је 2006. године, у Вилијамсу, тиму у којем је његов отац освојио титулу 1982. Након четири године напустио је Вилијамс и прешао је у реорганизовани Мерцедес тим, бивши Брон ГП, који је на крају 2009. године купио Мерцедес. У Мерцедесу, возио је заједно са седмоструким свјетским шампионом — Михаелом Шумахером, у периоду од 2010. до 2012. Прву побједу у каријери остварио је на Великој награди Кине 2012. У периоду од 2013. до 2016. сувозач му је био Луис Хамилтон, са којим је водио велико ривалство, завршивши други у шампионату 2014. и 2015. године, иза Хамилтона. Године 2016, освојио је по први пут титулу шампиона формуле 1 након велике борбе са Хамилтоном, која је одлучена на последњој трци, у Абу Дабију.
Пет дана након освајања титуле, 2. децембра 2016. године, објавио је да завршава каријеру у формули 1, наводећи да жели да проводи више времена са породицом. Укупно је возио на 206 трка, остварио је 23 побједе, док је 57 пута завршио трку на подијуму, остваривши 30 пол позиција. Освојио је укупно 1.594.5 поена. Прије почетка сезоне 2017, објавио је да ће наставити сарадњу са Мерцедесом, као амбасадор. Наставио је да ради у менаџменту возача и као телевизијски консултант. Освојио је Лауреус свјетску награду за пробој године 2017, а исте године је уврштен у ФИА кућу славних.

## Дјетињство и приватни живот
Розберг је рођен у болници црвеног крста у Висбадену, у Западној Њемачкој, од родитеља Финца Кекеа Розберга, шампиона формуле 1 из 1982, и Њемице Жесине Глејтсман Денгел, познатије као Сина. Рођен је четири дана након што је његов отац побиједио на Великој награди Детроита 1985, возећи за Вилијамс–Хонду. Већину дјетињства провео је у Монаку, гдје и данас живи. Због тога што му је отац Финац, а мајка Њемица, посједује држављанство, обје државе; наступао је под финском заставом на почетку каријере, до завршетка прве сезоне у европској формули 3. ФИА не дозвољава возачу да истовремено наступа за двије нације у њиховим такмичењима, па се Розберг одлучио да наступа под њемачком заставом, како би лакше остваривао битне спонзорске уговоре. У интервјуу датом 2005. године, рекао је: „не сматрам да сам Финац, али не мислим ни да сам Њемац такође. То није као Бразилци, који имају ту велику патриотску ствар. Ја немам то и претпостављам да је то на неки начин жалосно“.
Одрастао је у стабилном домаћинству. Прве четири недеље од рођења живио је у области Висбадена, након чега је живио између Монака и шпанског острва Ибица. Школовао се у међународној школи у Ници и међународној школи у Монаку. Охрабриван је да се бави спортом и академским образовањем. Научио је и говори пет језика: енглески, њемачки, француски, италијански и шпански. Његов отац је одлучио да га не учи фински, концентришући се на језике који ће му бити важнији у животу и каријери. Посебно се посветио учењу математике и науке, пролазећи све испите осим историје. Дипломирао је са просјечном оцјеном 1.2 2002.
Изјавио је да му је први сусрет са формулом 1 био када је спавао на јахти у луци у Монаку, одакле га је пробудио звук болида Ајртона Сене, који је пролазио кроз тунел. Са десет година први пут је гледао оца на трци, на Мастерс купу Њемачке у турингу, када је одлучио да хоће да постане возач формуле 1.
На дан 11. јула 2014. оженио се са дугогодишњом пријатељицом из дјетињства, дизајнерком ентеријера — Вивијан Сиболд. Имају двије кћерке, Алају (рођена 2015) и Најлу (рођена 2017). Има своју мљекару на Ибици. Навијач је фудбалског клуба Бајерн Минхен, играо је за тениску репрезентацију Монака, а такође је и учествовао на неколико такмичења у триатлону, захваљују чему је 2016. спасио дављења петогодишњег дјечака у Монаку. Има свој канал на мрежи YouTube и домаћин је подкаста „Изнад побједе“, гдје дискутује о људским наступима и развоју са својим гостима.

## Картинг (1991–2001)
Са четири године, Розберг је имао прво искуство у вожњи, када га је отац одвео на карт стазу у Ибици. Возио је џипа, а његов отац је контролисао папучице гаса и кочнице. Одлучио је да хоће да вози у формули 1 након што је гледао оца на трци у Дојче турневарген Мастерсу 1995. Родитељи му нису бранили да почне каријеру у мото тркама, али је главни фокус остао на томе да задржи добре оцјене у школи. Картингом је почео да се бави са шест година и његови рани успјеси омогућили су му да побољша своје способности и да убиједи оца да му буде менаџер након што је са десет година почео такмичарску каријеру, под финском заставом. Брзо је напредовао до топ ранга картинг серије, гдје му је главни ривал био Луис Хамилтон; касније, 2000. године, њих двојица постали су сувозачи. Хамилтон га је побиједио, али су остали пријатељи; дијелили су хотелску собу и изводили разне шале: бацали су душек кроз прозор хотелске собе, тркали се ходницима и такмичили се у брзом једењу пице.
Године 1996, освојио је регионални шампионат у мини карту — Коте д’Азур, као и трофеј Жером Бернар и трофеј Француске 1997. Са 12 година, постао је најмлађи шампион француске националне картинг серије. Исте године завршио је на другом мјесту у регионалном шампионату Коте д’Азур и у такмичењу Трофеј француских произвођача. Брзо је напредовао и дошао је до топ ранга картинг серије, због чега се из Француске преселио у Италију, како би могао да учествује на међународним такмичењима. Такмичећи се у категорији CRG јуниор 100, завршио је на петом мјесту на такмичењу Турнир индустрије, на седмом мјесту на такмичењу Трофеј Андреа Маргути, док је имао судар због којег је одустао са такмичења Трофеј зелена кацига, у оквиру Европског првенства за кадете. Године 1999, завршио је на другом мјесту на првенству Италије у картингу за јуниоре, док је на Европском првенству за јуниоре, такође у класи CRG, завршио на четвртом мјесту.
Главни ривал у картинг серији био му је Луис Хамилтон; касније, 2000. године, њих двојица постали су сувозачи, када је Розбергов отац тражио од Дина Чијесе, извршног директора класе CRG, да формира посебни картинг тим за Розберга и Хамилтона, за период од двије или три године и формиран је тим МБМ (Мерцедес бенз Макларен). Завршио је на другом мјесту на Европском првенству КФ1, иза Хамилтона, али су остали пријатељи; дијелили су хотелску собу и изводили разне шале: бацали су душек кроз прозор хотелске собе, тркали се ходницима и такмичили се у брзом једењу пице. Исте године завршио је на деветом мјесту у Свјетском купу Формула А. Године 2001, завршио је на десетом мјесту такмичење Зимски куп јужне гарде, као и на 16 мјесту Свјетско првенство формуле супер А. Каријеру у картингу завршио је трећим мјестом на трци у Керпену.

## Јуниорска каријера
Са 16 година, прешао је у такмичења у аутомобилима, гдје је возио три трке 2001. године, у БМВ купу за јуниоре, завршивши на 18 мјесту у шампионату, са 38 поена. Године 2002, возио је своју прву пуну сезону у аутомобилу, возећи за тим Вива рејсинг у шампионату формула БМВ АДАК, гдје је освојио титулу у конкуренцији возача, са девет побједа из 12 трка и освојених 264 поена. Након освајања титуле, добио је прилику да постане тест возач Вилијамса у формули 1, возећи на сесији тестирања на стази Каталуња 3. децембра, поставши тако најмлађа особа која је икада возила болид формуле 1. Следеће године напредовао је у већи ниво такмичења — европску формулу 3, гдје је возио за тим свога оца – тим Розберг; возио је далара Ф3 Опел аутомобил. Побиједио је на стази Бугати, док је пет трка завршио на подијуму и у шампионату возача завршио је на осмом мјесту, са 45 поена. У избору за најбољег новајлију завршио је иза Кристијана Клина. У новембру 2003, власник тима Скудерија Колони — Паоло Колони, дао је Розбергу да тестира аутомобил Формуле 3000 на стази Херез, у склопу припрема за будућа тестирања болида Вилијамса у формули 1. Истог мјесеца, учествовао је на Великој награди Макауа и Супер награди Кореје, са тимом Карлин мотоспорт, завршивши на 11 мјесту у Кореји. Болид Вилијамса тестирао је још два пута, у децембру 2003. и јануару 2004, као би процијенили његове способности као тест возача.
Остао је у тиму Розберг за сезону 2004. Прије почетка сезоне у европској формули 3, возио је двије рунде шпанске зимске серије формуле 3, на стази у Албасетеу, у склопу припрема за сезону. Побиједио је на прве двије трке на Хокенхејмрингу, док је до краја сезоне остварио још једну побједу и три подијума. Завршио је на четвртом мјесту у шампионату возача, са 70 поена, док је завршио на шестом мјесту у Мастерсу формуле 3. Касније, излетио је са стазе док је био лидер Велике награде Макауа и завршио је на другом мјесту на супер награди Бахреина.
Године 2005, понуђено му је мјесто на  аеронаутичком курсу за инжињера на Империјал колеџу у Лондону, универзитету на којем се обучавало неколико инжењера формуле 1, из области аеронаутичког инжењерства. Одлучио је да одбије понуду како би се посветио тркачкој каријери; универзитет би му дозволио да комбинује курс са такмичењем. Розбергов отац није хтио да промијени одлуку свог сина. У првој сезони ГП2 серије, хтио је да вози за тим Океан рејсинг, због њиховог учешћа у шампионату међународне Формуле 3000. Оснивачи тима АРТ Гран при — Николас Тод и Фредерик Вазе, убиједили су га да потпише уговор са њиховим тимом, користећи продајне презентације; платио је око 850.000 фунти да. би возио за тим.  што је одбио да би учествовао у новоформираној ГП2 серији. Возио је за тим АРТ и постао је први шампион серије.
Прву побједу у серији остварио је у спринт трци на стази Неверес Мањи Кур,након чега је побиједио на спринт тркама на стазама Силверстоун и Хокенхејмринг, са пол позиције. Вођство у шампионату возача преузео је са трећим мјестом на трци на стази Спа Франкошамп, коју је претходни лидер — Хејки Ковалајнен, завршио на осмом мјесту. Задржао је вођство до краја сезоне, остваривши побједе на последње двије трке на стази Бахреин о освојио је титулу са 120 поена, поставши тако први шампион серије.

## Формула 1

### 2006
Након што је на тесту способности у Вилијамсу остварио најбољи резултат у историји тима, потписао је уговор са тимом за 2006. годину. На првој трци у каријери, Великој награди Бахреина, возио је болид који није сматран довољно конкурентним да би завршио на подијуму. Већ у првом кругу сударио се са Ником Хајфелдом, због чега је изгубио позиције. Завршио је на седмом мјесту, иза сувозача Марк Вебер|Марка Вебера]], освојивши прве бодове. Остварио је и најбржи круг трке, поставши најмлађи возач који је то остварио. Након трке повезан је преласком у Макларен. Велика награда Малезије 6Велику награду Малезије стартовао је са трећег мјеста, али је у шестом кругу имао проблема са мотором и морао је да напусти трку. Велику награду Аустралије стартовао је са 15 мјеста, али се већ у првом кругу сударио са Кристијаном Клином и напустио је трку. Други пут у сезони бодове је освојио на Великој награди Европе, гдје је завршио на седмом мјесту, након што је Вебер имао проблема са хидрауликом и морао је да се повуче.
Остатак сезоне није био успјешан за Розберга, морао је да се повуче са четири од седам трка, док ниједну није успио да заврши у зони бодова. Најближи освајању бода био је на Великој награди Велике Британије, коју је завршио секунду иза осмопласираног Жака Вилнева. Сезону је завршио са освојена четири бода, три мање од сувозача Вебера.

### 2007
За сезону 2007 Вилијамс је узео нове тојотине агрегате. Марк Вебер је прешао у Ред бул, док је Розбергов нови сувозач био Александар Вурц. Нови болид показао је потенцијал током предсезонских тестирања, али је Розберг остао реалистичан, изјавивши: „у формули 1 не можете нормално само скочити са зачеља напријед, од једне године до друге“.
Сезона је стартовала у Аустралији; квалификације је завршио на 12 мјесту, али је на трци успио да дође до седмог мјеста и освојио је прве бодове у  сезони. Велику награду Малезије стартовао је са шестог мјеста, на којем је био до 42 круга, када је морао да напусти трку због проблема са хидрауликом. Нове бодове освојио је на Великој награди Шпаније, коју је завршио на шестом мјесту, након што је стартовао са 11; то му је био најбољи резултат у каријери на некој трци у формули 1. Велику награду Канаде стартовао је са седмог мјеста, а завршио на десетом, док је Вурц донио први подијум за Вилијамс, завршивши на трећем мјесту.
Нове бодове освојио је на Великој награди Мађарске, коју је стартовао са петог, а завршио на седмом мјесту, освојивши још два бода. На истом мјесту завршио је и Велику награду Турске, док је Велику награду Италије завршио на шестом мјесту, након што је трку почео са осмог мјеста. Шести је завршио и на Великој награди Белгије, док је најбољи резултат у сезони остварио на последњој трци, Великој награди Бразила, гдје је завршио на четвртом мјесту, стартујући са десетог.
„На почетку трке, мислио сам да ћу остварити добар резултат јер сам био пети и ауто је изгледало стварно добро, али онда је возило безбједности изашло у 21 кругу... Морао сам да станем за гориво у 23 кругу, што је значило да сам пропустио прозор за пуњење горива за 13 секунди и то је ефектно окончало моју трку. Нова правила кажњавају људе који оду у бокс одмах након што возило безбједности изађе на стазу, тако да сам добио десет секунди казне и све што сам могао након тога било је десето мјесто“.
Сезону је завршио на деветом мјесту у генералном пласману, са 20 бодова. Због проблема са болидом морао је да се повуче са три трке; у Малезији је имао проблем са хидрауликом током 42 круга, док је на Великој награди Сједињених Америчких Држава имао проблем са уљем, пет кругова прије краја, у тренутку када је био на шестом мјесту. Велику награду Јапана стартовао је са 14 мјеста, док је напустио трку током 46 круга због проблема са електроником.

### 2008
Сезона 2008 стартовала је у Аустралији. Розберг је квалификације завршио на седмом мјесту, док је јаком вожњом успио да по први пут у каријери заврши на подијуму, завршио је на трећем мјесту, осам секунди иза  Хамилтона. Након што у Малезији није дошао до бодова, освојио је бод на Великој награди Бахреина, завршивши на осмом мјесту. Прво одустајање у сезони имао је на Великој награди Шпаније, када се због проблема са мотором повукао током 41 круга. Велику награду Монака стартовао је са шестог мјеста, али је током 60 круга ударио у баријере и морао је да напусти трку. Након судара отишао је у болницу на рутински преглед, гдје су констатовали да није повријеђен. Квалификације за Велику награду Канаде завршио је на петом мјесту. Током изласка из бокса, Хамилтон није видио црвена свијетла, која су била укључена јер је Кими Рејкенен излазио из бокса, ударио је у Рејкенена, након чега је и Розберг ударио у Хамилтона. Рејкенен и Хамилтон су напустили трку, док је Розберг могао да настави, али је морао поново у бокс, на замјену предњег крила. Завршио је трку на десетом мјесту. Због судара, Хамилтон и Розберг су кажњени са по десет позиција у квалификацијама за наредну трку. Из Макларена су изјавили да казна није требала да се примијени јер се сличан инцидент десио у Монаку, за шта Рејкенен није кажњен; док је Розберг изјавио да је казна заслужена.
Квалификације за Велику награду Француске завршио је на 15 мјесту, али је због казне из Канаде стартовао са 19 мјеста; трку је завршио на 16 мјесту. Први бод након Бахреина освојио је на Великој награди Европе, коју је завршио на осмом мјесту, стартујући са деветог. Велику награду Сингапура стартовао је са деветог мјеста; након првих одлазака у бокс дошао је до трећег мјеста, а затим је кажњен са десет секунди због одласка у бокс, на пуњење горива, када то није било дозвољено. Није изгубио много времена и вратио се на пето мјесто, након чега је Роберт Кубица кажњен и Розберг је прешао на четврто мјесто. Након одласка у бокс Дејвида Култарда и Луиса Хамилтона, дошао је до трећег мјеста, а затим је обишао Тима Глока и дошао је до другог мјеста, на којем је и завршио, остваривши тако највећи успјех у каријери у формули 1. Ниједну од последње три трке није успио да заврши у зони бодова и сезону је завршио на 13 мјесту, са 17 бодова.

### 2009
Сезона је почела трком за Велику награду Аустралије, коју је стартовао са петог мјеста. У првом кругу дошао је до трећег мјеста, након чега је изгубио позиције; у десетом кругу обишао је Рејкенена за пето мјесто, а након што су Кубица и Хамилтон отишли у бокс, дошао је до трећег мјеста; трку је завршио на шестом мјесту. Велику награду Малезије стартовао је са шестог мјеста, али је већ у првом кругу дошао на прво мјесто добрим маневром, али је позиције изгубио након одласка у бокс. Требало је да буде вожено 56 кругова, али је трка прекинута након 33 круга због лоших временских прилика; за коначне резултате, према правилима, рачунате су позиције остварене након 31 круга. Трку је завршио на осмом мјесту, што му је донијело пола бода. Велику награду Кине стартовао је са седмог мјеста, али је два пута морао у бокс на промјену гума и завршио је на 15 мјесту.
Након што је у Бахреину завршио ван зоне бодова, бод је освојио на Великој награди Шпаније, коју је завршио на осмом мјесту, стартујући са деветог. Велику награду Монака стартовао је и завршио на шестом мјесту, док је Велику награду Турске завршио на петом мјесту. Добру сезону наставио је на Великој награди Велике Британије, коју је завршио на петом мјесту, након што је успио да се одбрани од напада Џенсона Батона у финишу, завршивши 0.3 секунде испред. На Велику награду Њемачке стартовао је са 15 мјеста, имао је проблема са горивом, али је успио да добром вожњом дође до четвртог мјеста, гдје је и завршио, поново испред Батона. Велику награду Мађарске стартовао је са петог мјеста, али је завршио на четвртом, након што је Себастијан Фетел морао да напусти трку током 30 круга, јер је оштетио болид приликом контакта са Кимијем Рејкененом.
Сезона је након једномјесечне паузе настављена у августу, на трци за Великој награди Европе. Квалификације је завршио на седмом мјесту, али је већ у првом кругу напредовао, обишавши Батона, који је са петог пао на девето мјесто. Фетел је поново морао да се повуче, због проблема са мотором и Розберг је завршио на петом мјесту. Трку за Велику награду Белгије стартовао је са десетог мјеста и успио је да заврши у зони бодова, на осмом мјесту мјесту. Велику награду Италије стартовао је са 18 мјеста, а завршио је на 16 мјесту, прекинувши тако низ освајања бодова на свакој трци у Европи у сезони. Велику награду Сингапура стартовао је са  трећег мјеста, већ у првом кругу обишао је Фетела и дошао до другог мјеста. У 18 кругу отишао је у бокс, али је кажњен дужим задржавањем због високог нивоа пријањања, што се десило у тренутку када је на стази било возило безбједности, што је Розберга послало на дно каравана. Завршио је трку на 11 мјесту, ван зоне бодова. Квалификације за Велику награду Јапана завршио је на 11 мјесту, али је стартовао са седмог, због казни које су добили Адријан Зутил, Рубенс Барикело, Џенсон Батон, Хејки Ковалајнен и Себастјен Буеми. Трку је завршио на петом мјесту. Након трке, Батон је пријавио Розберга стјуардима због убрзавања током жутих застава, али је ослобођен оптужби јер је утврђено да је имао проблем са горивом.
Претпоследњу трку у сезони, Велику награду Бразила стартовао је са седмог мјеста, али је морао да се повуче током 27 круга, због проблема са мјењачем. Последњу трку у сезони, Велику награду Абу Дабија стартовао је и завршио на деветом мјесту, оставши ван зоне бодова. Сезону је завршио на седмом мјесту, са 34,5 бодова, док је своју прву титулу освојио Џенсон Батон.
На крају сезоне објавио је да напушта Вилијамс, изјавивши: „Трка у Абу Дабију биће моја последња у Вилијамсу, тако да се чудно осјећам. У формули 1 сам већ четири године и било би одлично ако бих могао да направим корак напријед и дођем до тима у чијем болиду ћу моћи да конкуришем за побједе, а можда и титулу већ 2010. године. Тренутно сам велики оптимиста по питању остваривања тог циља“.

### 2010
Након што је 29. октобра 2009. године објавио да напушта Вилијамс, 16. новембра 2009, компанија Мерцедес је купила Брон ГП, који је реорганизован и од сезоне 2010 наступа као тим Мерцедес. На дан 23. новембра 2009. године, објављено је да ће Розберг бити први возач Мерцедеса. На дан 23. новембра 2009, објављено је да ће му сувозач бити седмоструки шампион, Михаел Шумахер, који се вратио из пензије после четири године. Шумахеру је дат Розбергов број 3, док је Розберг узео број 4.
Сезона 2010 почела је 14. марта, трком за Велику награду Бахреина, коју је стартовао и завршио на петом мјесту; у финишу трке борио се са Фетелом за четврто мјесто, али је завршио двије секунде иза. Велику награду Аустралије стартовао је са шестог мјеста, а завршио је на петом, након што је Фетел одустао због проблема са кочницама. Велику награду Малезије стартовао је са другог мјеста, иза Вебера, што је био први пут да стартује трку из првог реда. Већ у првом кругу трке Фетел га је обишао и трку је завршио на трећем мјесту, што је био његов први подијум у сезони и први подијум за Мерцедес, захваљујући чему је стигао до петог мјеста у генералном пласману, четири бода иза Фелипеа Масе.
Велику награду Кине стартовао је са четвртог мјеста, али је већ на старту обишао Фетела и Вебера, док је у трећем кругу обишао и Алонса и преузео је вођство. Био је лидер до 18 круга, када је отишао у бокс; завршио је трку на трећем мјесту и са другим узастопним подијумом дошао је до другог мјеста у шампионату, десет бодова иза Џенсона Батона. Након што Велику награду Шпаније није завршио у зони бодова, Велику награду Монака завршио је на седмом мјесту. Велику награду Турске стартовао је са шестог, а завршио је на петом мјесту, након што је Фетел напустио трку због судара са Вебером, док су били на водећим позицијама.
Велику награду Канаде стартовао је са десетог мјеста, а завршио је на шестом, док је Велику награду Европе завршио на десетом мјесту, што му је донијело један бод. Велику награду Велике Британије стартовао је са петог мјеста; већ на старту су се сударили Хамилтон и Фетел, док је Алонсо кажњен због нерегуларног обиласка Кубице, захваљујући чему је завршио трку на петом мјесту. Велику награду Њемачке стартовао је са деветог мјеста, док је завршио на осмом, испред Шумахера. Велику награду Мађарске стартовао је са шестог мјеста, али је морао да је напусти током 15 круга јер је остао без точка приликом изласка из бокса, што му је било прво одустајање у сезони. Квалификације за Велику награду Белгије завршио је на 12 мјесту, али је стартовао са 14 јер је добио казну због промјене мјењача прије квалификација. На трци је брзо напредовао и завршио је на шестом мјесту. Велику награду Италије стартовао је са седмог мјеста; већ на старту обишао је оба возача Ред була, док је Хамилтон напустио трку због судара, захваљујући чему је дошао до четвртог мјеста. У наставку га је обишао Фетел и завршио је на петом мјесту.
Велику награду Сингапура стартовао је са седмог мјеста. Обишао је Рубенса Барикела, док је Хамилтон напустио трку током 37 круга због судара са Вебером, захваљујући чему је завршио на петом мјесту. Друго одустајање у сезони имао је на Великој награди Јапана, коју је стартовао са седмог мјеста, али је током 47 круга, због притиска од Шумахера ударио у зид и повукао се са трке. Велику награду Кореје, која је вожена први пут, стартовао је са петог мјеста. Током 18 круга, Марк Вебер је ударио у зид, а након повратка на стазу, ударио је у Розберга, који није могао да га избјегне и морао је да напусти трку, док је био на четвртом мјесту. Велику награду Бразила стартовао је са 13 мјеста; ишао је три пута у бокс, од чега два пута током периода када је на стази било возило безбједности, због чега није губио много позиција и завршио је трку на шестом мјесту. Велику награду Абу Дабија стартовао је са деветог мјеста, али је добром вожњом успио да заврши на четвртом мјесту. Сезону је завршио на седмом мјесту у шампионату, са 142 бода и три подијума, док је титулу освојио Себастијан Фетел, који је тако постао најмлађи шампион формуле 1 у историји.

### 2011
Сезона 2011. требало је да стартује у Бахреину, али је трка отказана. На дан 14. фебруара 2011. године, у Бахреину су избили грађански немири, током арапске серије протеста у Сјеверној Африци и Средњем истоку. Као резултат нереда, прво је отказана тренинг сесија GP2 серије, након чега је отказан цијели викенд, укључујући и трку GP2. На дан 21. фебруара, објављено је да је трка формуле 1 отказана због протеста и да ће сезона стартовати у Аустралији. На састанку одржаном 3. јуна, договорено је да се трка одржи 30. октобра, умјесто Велике награде Индије, која је помјерена за 4. децембар, што није наишло на одобравање тимова и возача. Недељу дана касније, званичници Велике награде Бахреина повукли су понуду за одржавање трке, која је званично отказана. Након отказивања сезона је почела у Аустралији; Розберг је стартовао са седмог мјеста, али је морао да се повуче због судара са Барикелом у 22 кругу. Другу трку, Велику награду Малезије, стартовао је са деветог, а завршио на 12 мјесту, не успјевши да освоји бод на прве двије трке у сезони. Прве бодове освојио је на Великој награди Кине, коју је стартовао са четвртог, а завршио на петом мјесту, уз 14 кругова које је провео на лидерској позицији.
Велику награду Турске стартовао је са трећег мјеста, али су га брзо обишли Фернандо Алонсо и Луис Хамилтон, затим и Џенсон Батон и већи дио трке је провео на шестом мјесту; у финишу су возачи Макларена, Хамилтон и Батон, водили борбу за четврто мјесто, што је искористио Розберг, обишао је Батона и завршио на петом мјесту. Велику награду Шпаније стартовао је и завршио на седмом мјесту, након чега је није успио да дође до бодова у Монаку, завршивши на 11 мјесту. Велику награди Канаде стартовао је са седмог мјеста, био је у зони бодова до пред сам крај, када је због судара изгубио предње крило и завршио је на 11 мјесту. На Великој награди Европе, ФИА је почела са примјеном забране мапирања мотора, што су неки медији видјели као покушај ФИЕ да прекине доминацију Фетела. Розберг је трку стартовао и завршио на седмом мјесту, док је Велику награду Велике Британије завршио на шестом мјесту. Пред трку, ФИА је увела нову промјену, у вези издувних дифузора, за шта су из Ред була изјавили да их кошта око пола секунде по кругу.
Велику награду Њемачке стартовао је са шестог мјеста, обишао га је Адријан Зутил и завршио је трку на седмом мјесту. На Великој награди Мађарске освојио је само два бода, завршивши на деветом мјесту, након што је стартовао са седмог. Велику награду Белгије стартовао је са петог мјеста. Већ у првом кругу догодила су се два судара, обишао је возаче који су стартовали испред и дошао је до до лидерске позиције; Фетел га је обишао у трећем кругу, након чега се Розберг вратио на прво мјесто у шестом кругу, али га је Фетел поново обишао у седмом кругу. Након одласка у бокс изгубио је позиције, док је два круга прије краја успорио јер су га из тима упозорили да штеди гориво, због чега га је обишао Шумахер и завршио је на шестом мјесту. Велику награду Италије стартовао је са деветог мјеста, али је већ на почетку Витантонио Луици ударио Хејкија Ковалајнена, који је након тога ударио Виталија Петрова и Розберга, због чега су обојица морала да одустану. Велику награду Сингапура стартовао је и завршио на седмом мјесту. У квалификацијама за Велику награду Јапана, није успио да постави вријеме због техничких проблема, који су га спријечили да изађе на стазу и стартовао је из бокса. На трци, успио је да дође до десетог мјеста и једног бода.
Велику награду Кореје стартовао је са седмог мјеста. У 14 кругу водио је борбу са Батоном за позицију након изласка из бокса; Батон је упао у бокс први, али је Розберг изашао испред њега због брже промјене гума. При повратку на стазу, касно је укочио и Батон га је обишао; Розберг је користио ДРС и повратио позицију, након чега га је Батон поново обишао у наредном кругу и завршио је на  осмом мјесту. Прву трку за Велику награду Индије стартовао је са седмог а завршио је на шестом мјесту, гдје је завршио и Велику награду Абу Дабија. Последњу трку у сезони, Велику награду Бразила, стартовао је са седмог мјеста, док је Себастијан Фетел узео пол позицију, 15 у сезони, чиме је поставио нови рекорд, са највише пол позиција у једној сезони у историји формуле 1. Трку је завршио на седмом мјесту, након што су га обишли Зутил и Маса, док је Хамилтон одустао.
Трећу годину заредом, сезону је завршио на седмом мјесту у шампионату, са  89 бодова, 13 више од Шумахера, који је завршио на осмом мјесту, док је титулу освојио Себастијан Фетел. Разлика у бодовима између возача Мерцедеса и других тимова објашњена је тиме што Ферари, Ред бул и Макларен имају много конкретнији болид, док је Мерцедес бржи од осталих тимова. Розберг је изјавио да је са новим пирелијевим гумама и увођењем ДРС-а, обилажење доста лакше и да су квалификације, у којима је побиједио Шумахера 16:3, изгубиле важност. Упркос томе, хвалио је ДРС, истичући да се то можда покаже најбољим правилом у историји формуле 1.

### 2012
Сезона је почела у марту у Аустралији. Трку је стартовао са седмог мјеста, али није успио да освоји бодове, завршио је на 12 мјесту. Након што није успио да освоји бодове ни у Малезији, завршивши на 13 мјесту, на Великој награди Кине узео је пол позицију, први пут у каријери и прву пол позицију за Мерцедес. Доминирао је трком и побиједио 20 секунди испред Батона, остваривши прву побједу у каријери и прву побједу за Мерцедес од Хуана Мануела Фанђа 1955. године, када су се повукли из формуле 1.
Велику награду Сингапура стартовао је и завршио на петом мјесту, док је Велику награду Шпаније завршио на седмом мјесту. Побиједио је Пастор Малдонадо, који је тако постао први венецуелански побједник неке трке формуле 1 у историји. Квалификације за Велику награду Монака завршио је на трећем мјесту, иза Шумахера и Вебера, али је стартовао са другог мјеста, јер је Шумахер кажњен са пет позиција. На трци, водио је борбу са Вебером и Алонсом за прве три позиције, завршио је на другом мјесту, 0.6 секунди иза Вебера и 0.9 секунди испред Алонса, захваљујући чему је дошао до петог мјеста у генералном пласману. Велику награду Канаде стартовао је са петог мјеста, у почетним круговима обишао га је Фелипе Маса, а затим и Серхио Перез и Ромен Грожан. Након другог одласка у бокс, у 40 кругу, Кими Рејкенен је изашао на стазу испред њега, али је Розберг успио да га обиђе у ДРС зони и завршио је трку на шестом мјесту. Велику награду Европе стартовао је са шестог мјеста, већ на почетку изгубио је позиције и пао је на 11 мјесто. Због судара Жан Ерика Верњеа и Хејкија Ковалајнена у 27 круга на стазу је морало да изађе возило безбједности; након поновног старта успио је да надокнади позиције и завршио је на шестом мјесту, остваривши и најбржи круг трке.
Велику награду Велике Британије завршио је ван зоне бодова, на 15 мјесту. Квалификације за Велику награду Њемачке завршио је на 17 мјесту, али је стартовао са 21 мјеста, јер је добио казну од пет позиција због нерегуларне промјене мјењача. Добром вожњом успио је да дође до десетог мјеста и једног бода. Бод је освојио и у Мађарској, док је у Белгији завршио на 11 мјесту, двије секунде иза Пола ди Ресте, који је завршио у зони бодова, на десетом мјесту. Квалификације за Велику награду Италије завршио је на седмом мјесту, али је стартовао са шестог након што је Пол ди Реста кажњен са пет позиција због нерегуларне промјене мјењача. Трку је завршио на седмом мјесту.
Након паузе, следећа трка вожена је крајем септембра у Сингапуру. Мерцедес је одлучио да Розберг и Шумахер не учествују у трећем периоду квалификација да ви сачували по један сет гума за трку; вријеме у задњој сесији остварило је осам возача и Розберг је трку стартовао са десетог мјеста. Након одустајања Малдонада, Хамилтона и Шумахера, завршио је на петом мјесту. Велику награду Јапана стартовао је са 15 мјеста. Већ у првом кругу Рејкенен је ударио Алонса, након чега је Ромен Грожан ударио Вебера, који је закачио Бруна Сену и Розберга, због чега је Розберг морао да напусти трку. Велику награду Кореје стартовао је са деветог мјеста, али је због судара са Камуијем Кобајашијем у другом кругу морао да напусти трку, другу заредом. У зони бодова није успио да заврши ни у Индији, док је са трке за Велику награду Абу Дабија морао да се повуче након судара у седмом кругу са Нараином Картикејеном. До бодова није успио да дође ни на последње двије трке; Велику награду Сједињених Америчких Држава завршио је на 13 мјесту, док је последњу трку у сезони, Велику награду Бразила завршио на 15 мјесту.
Сезону је завршио на деветом мјесту, са 93 бода, уз једну побједу и једно друго мјесто.

### 2013
Ма крају 2012. године, Михаел Шумахер је објавио да завршава каријеру, док га је у Мерцедесу замијенио Луис Хамилтон. Велику награду Аустралије стартовао је са шестог мјеста, али је због електронских проблема морао да се повуче током 26 круга. Велику награду Малезије стартовао је са шестог мјеста. У финишу је дошао до четвртог мјеста, иза Хамилтона, тражио је од тима да му дозволе да обиђе Хамилтона, али му је Рос Брон, директор тима, одговорио да не може, објаснивши након трке да је и Хамилтон могао да иде брже, али му је наређено да успори; када се Розберг приближио, поручено му је да остане иза и да обојица заврше безбједно. Трку је завршио на четвртом мјесту, 0.4 секунде иза трећепласираног Хамилтона. Након трке, Хамилтон се извинио и изјавио да је Розберг заслужио треће мјесто. Са трећим и четвртим мјестом, Мерцедес је дошао до највећег броја бодова на једној трци – 27, док је претходни најбољи резултат било 25 бодова освојених захваљујући побједи Розберга у Кини 2012. Слична борба одвијала се и између Вебера и Фетела на челу трке; Фетел је игнорисао тимска наређења, обишао је Вебера и тријумфовао.
Велику награду Кине стартовао је са четвртог мјеста, али је морао да се повуче током 21 круга. На Великој награди Бахреина узео је пол позицију, али га је већ у трећем кругу обишао Фетел. Наставио је да губи позиције и трку је завршио на деветом мјесту. Пол позицију узео је и на Великој награди Шпаније, на другој трци заредом. Фернандо Алонсо га је обишао на првој кривини у 12 кругу, док су га до краја круга обишли и Фетел и Рејкенен; до краја трке обишли су га Фелипе Маса и Марк Вебер, и завршио је на шестом мјесту. Трећу пол позицију заредом остварио је на Великој награди Монака, гдје је водио од почетка до краја и остварио прву побједу у сезони, другу у каријери. Побједу је остварио 30 година након што је његов отац, Кеке Розберг, тријумфовао на Великој награди Монака 1983. Велику награду Канаде стартовао је са четвртог, а завршио је на петом мјесту, након што га је Алонсо обишао.
Велику награду Велике Британије стартовао је са другог мјеста, иза Хамилтона. У првом кругу обишао га је Фетел, док је у осмом кругу Хамилтон морао у бокс, те је Розберг дошао до другог мјеста. У 42 кругу, Фетел је због проблема са мјењачем морао да напусти трку, захваљујући чему је Розберг прешао у вођство и тријумфовао је, 0.7 секунди испред Вебера, остваривши другу побједу у сезони. Велику награду Њемачке стартовао је са 11 мјеста, али је успио да заврши у зони бодова, на деветом мјесту. Велику награду Мађарске стартовао је са четвртог мјеста, али је морао да напусти трку у 64 кругу, шест кругова прије краја, због проблема са мотором. Велику награду Белгије стартовао је и завршио на четвртом мјесту, док је Велику награду Италије стартовао и завршио на шестом мјесту. Велику награду Сингапура стартовао је са другог мјеста, иза Фетела, али је завршио на четвртом мјесту, након што су га обишли Алонсо и Рејкенен. Велику награди Кореје, на којој је доминирао Себастијан Фетел, стартовао је са петог, а завршио је на седмом мјесту; Велику награду Јапана стартовао је са шестог, а завршио на осмом мјесту.
Велику награду Индије стартовао је са другог мјеста, иза Фетела, гдје је и завршио, 28 секунди иза, 11 секунди испред трећепласираног Грожана; Фетел је остварио шесту побједу заредом и осигурао четврту узастопну титулу. Након побједе у Индији, стекао је 115 бодова испред Алонса и обезбиједио је четврту титулу заредом. Велику награду Абу Дабија стартовао је са трећег мјеста, иза Вебера и Фетела; на трци је дошло само до промјене на прве двије позиције, Фетел је обишао Вебера у првом кругу и остварио седму узастопну побједу, док је Розберг завршио на трећем мјесту. Велику награду Сједињених Америчких Држава стартовао је са 12 мјеста, али је успио да дође до зоне бодова, завршивши на деветом мјесту; док је последњу трку у сезони, Велику награду Бразила, завршио на петом мјесту, трку на којој је Фетел остварио девету побједу заредом и поставио нови рекорд по броју узастопних побједа у једној сезони.
Сезону је завршио на шестом мјесту у шампионату, са 171 бодом, двије побједе и укупно четири подијума.

### 2014
Од сезоне 2014, возачи бирају јединствени број болида који ће користити у остатку своје каријере у формули 1, Розберг је изабрао број 6. Сезона 2014 почела је на трци за Велику награду Аустралије, коју је стартовао са трећег мјеста, иза Хамилтона и Данијела Рикарда. Већ у првом кругу обишао је обојицу и убједљиво тријумфовао, са преко 20 секунди испред Кевина Магнусена. Велику награду Малезије стартовао је са трећег мјеста, иза Хамилтона и Фетела; у првом кругу обишао је Фетела, али није успио да се приближи Хамилтону, завршио је на другом мјесту, 17 секунди иза. Велику награду Бахреина стартовао је са пол позиције, први пут у сезони, али га је већ на почетку обишао Хамилтон. До краја су водили велику борбу, Розберг је био лидер три круга, али је завршио на другом мјесту, секунду иза, док је трећепласирани Серхио Перез завршио са преко 20 секунди иза возача Мерцедеса. Велику награду Кине стартовао је са четвртог мјеста, у првом кругу је пао на шесто мјесто, али је успио да обиђе Алонса и Фетела и завршио је на другом мјесту, иза Хамилтона, након чега је имао четири бода предности у шампионату.
Велику награду Шпаније стартовао је са другог мјеста, иза Хамилтона. Више пута су се смјењивали у вођству, али је завршио на другом мјесту, 0.6 секунди иза, док је трећепласирани Рикардо завршио 49 секунди иза двојца Мерцедеса. Велику награду Монака стартовао је са пол позиције, водио је од почетка до краја и тријумфовао је девет секунди испред Хамилтона, остваривши другу побједу у сезони. Након трке, поново је преузео лидерску позицију у шампионату, четири бода испред Хамилтона. Велику награду Канаде стартовао је са пол позиције, водио је већину трке, док је Хамилтон преузео вођство након изласка из бокса у 46 кругу, али је морао да напусти трку због отказивања кочница. Розберг је био лидер до три круга прије краја, када га је Рикардо обишао и тријумфовао; другим мјестом у Канади, повећао је предност на 22 бода испред Хамилтона у генералном пласману. Велику награду Аустрије стартовао је са трећег мјеста, иза возача Вилијамса, Фелипеа Масе и Валтерија Ботаса. Преузео је вођство у 27 кругу, док га је у 43 кругу обишао Алонсо; на прво мјесто вратио се у 47 кругу и остварио је трећу побједу у сезони, двије секунде испред Хамилтона, након чега је повећао предност у генералном пласману на 29 бодова. Велику награду Велике Британије стартовао је са пол позиције, био је лидер до 28 круга, када је због квара мјењача морао да напусти трку. То му је било прво одустајање у сезони, чиме је прекинуо низ од седам трка заредом које је завршио на прва два мјеста. У Великој Британији побиједио је Хамилтон и смањио предност Розберга на четири бода.
Велику награду Њемачке стартовао је са пол позиције, водио од почетка до краја и остварио четврту побједу у сезони, 20 секунди испред Ботаса, повећавши предност у шампионату на 14 бодова испред Хамилтона, који је завршио на трећем мјесту у Њемачкој. Велику награду Мађарске стартовао је са пол позиције, водио је до одласка у бокс, у десетом кругу, након чега се борио за подијум, али је завршио на четвртом мјесту, иза Рикарда, Алонса и Хамилтона. Пол позицију и најбржи круг остварио је и на Великој награди Белгије, гдје га је Хамилтон обишао већ у првом кругу. Розберг се вратио на чело трке у другом кругу, док га је у седмом обишао Рикардо, који је затим водио до краја и побиједио, док је Розберг другим мјестом повећао предност у шампионату на 29 бодова испред Хамилтона, који није завршио трку. Велику награду Италије стартовао је са другог мјеста, али је већ у првом кругу обишао Хамилтона. Био је лидер до одласка у бокс у 23 кругу, када је челну позицију на два круга заузимао Хамилтон, након чега је и он отишао у бокс. Розберг је био лидер до 29 круга, када је имао проблема са кочницама, склонио се са стране омогућивши Хамилтону да прође и завршио је на другом мјесту. На церемонији након трке, навијачи су звиждали Розбергу, док су се у сатима након трке развијале теорије завјере око околности под којима је Розберг испустио вођство. Троструки свјетски шампион, Џеки Стјуарт, изјавио је да је обилажење било превише лако и да је грешка можда била намјерна. Тото Волф је одбацио оптужбе, изјавивши да само „параноични ум може да дође до такве идеје“, док је Розберг изјавио да је чуо за теорије, али да нема ниједног могућег разлога због којег би намјерно изашао са стазе. Предност Розберга смањена је на 22 бода након Италије.
Квалификације за Велику награду Сингапура завршио је на другом мјесту, иза Хамилтона, али због електронских проблема није успио да покрене болид и стартовао је из бокса. У петом кругу је обишао Макса Чилтона за 20 мјесто, али није могао да обиђе Маркуса Ериксона и након шестог круга заостајао је 40 секунди иза лидера, Хамилтона. Због квара је могао да користи само двије брзине и био је спорији од Хамилтона пет секунди по кругу. Преко радија су га обавијестили да не може да иде преко 6.500 обртаја у минуту у првој брзини. Отишао је у бокс у 14 кругу, гдје су покушали да ријеше проблем. Угасио је болид и притискао је разна дугмад у намјери да промијени брзину, али безуспјешно. Након што је покушавао два минута, болид је одгуран у гаражу и повукао се са трке, на којој је тријумфовао Хамилтон и преузео вођство у генералном пласману за три бода. Велику награду Јапана стартовао је са пол позиције. Трка је почела иза возила безбједности, а након два круга прекинута је због кише; прекид је трајао 20 минута. Био је лидер до 29 круга, када га је обишао Хамилтон, приликом чега је изгубио контролу над болидом и отишао у бокс, али се вратио на стазу на другом мјесту. Током 43 круга, Жил Бјанки је изгубио контролу над болидом и слупао се при брзини од преко 200 km на сат; у 46 кругу трка је прекинута и Розберг је завршио на другом мјесту, девет секунди иза Хамилтона. Бјанки је хитно превезен у болницу, а од посљедица удеса преминуо је 18. јула 2015. године.
У октобру вожена је Велика награда Русије по први пут. Стартовао је и завршио на другом мјесту, иза Хамилтона, након чега је заостајао 17 бодова у шампионату. Велику награду Сједињених Америчких Држава стартовао је са пол позиције, више пута се смјењивао у вођству са Хамилтоном, који га је обишао у 35 кругу, водио до краја и побиједио. Розберг је завршио на другом мјесту и двије трке прије краја заостајао је 24 бода. Велику награду Бразила стартовао је са пол позиције. Водио је борбу са Хамилтоном, више пута су се смјењивали у вођству, које је Розберг преузео у 52 кругу и побиједио секунду испред, смањивши заостатак на 17 бодова трку прије краја. Последња трка у сезони била је Велика награда Абу Дабија. Стартовао је са пол позиције, али га је Хамилтон обишао већ у првом кругу. У 23 кругу почео је да губи снагу мотора и Хамилтон је отишао на седам секунди. У наредним круговима је губио позиције, а након више проблема и отказивања ЕРС-а, преко радија му је јављено да се повуче јер не може доћи до бодова, одбио је рекавши да би волио да заврши трку. Завршио је на 14 мјесту, ван зоне бодова, док је Хамилтон побиједио и освојио титулу.
Сезону је завршио на другом мјесту у шампионату, са 317 бодова, 67 бодова иза Хамилтона. Остварио је пет побједа и 11 пол позиција, док је укупно 15 трка завршио на подијуму.

### 2015
Сезона 2015 почела је на трци за Велику награду Аустралије, коју је стартовао са другог мјеста, иза Хамилтона, гдје је и завршио, секунду иза, док је трећепласирани Фетела завршио 35 секунди иза. Након трке, изјавио је: „ово је сјајан старт сезоне за нас као тим. Хамилтон је возио као свјетски шампион цијели викенд, па нисам могао да га побиједим, али сигурно је да сам покушавао у сваком кругу, цијелим путем до максимума, и покушаваћу цијеле године“. Велику награду Малезије стартовао је са трећег мјеста мјеста, иза Хамилтона и Фетела. Завршио је на трећем мјесту, 12 секунди иза Фетела, који је тријумфовао након обиласка Хамилтона. Разлика између прве тројице и четвртопласираног Кимија Рејкенена била је преко 50 секунди. Велику награду Кине стартовао је са другог мјеста, иза Хамилтона, гдје је и завршио, 0.7 секунди иза, након чега је заостајао 17 бодова у генералном пласману.
Велику награду Бахреина стартовао је са трећег мјеста, иза Хамилтона и Фетела. У првом кругу га је обишао Рејкенен, док се на треће мјесто вратио у 36 кругу, када је Фетела ушао широко у последњу кривину, приликом чега је оштетио предње крило, омогућивши Розбергу да га обиђе. У 40 кругу је Рејкенен отишао у бокс, а након што се вратио на стазу, Розберг је имао 15 секунди предности на другом мјесту, али је Рејкенен смањивао секунду по кругу и обишао га је у претпоследњем кругу. Велику награду Шпаније стартовао је са пол позиције и тријумфовао је 17 секунди испред Хамилтона. Првом побједом у сезони, смањио је заостатак на 20 бодова у шампионату. Велику награду Монака стартовао је са другог мјеста, иза Хамилтона. Хамилтон је био убједљиво први, са преко 20 секунди испред Розберга, када је у 65 кругу на стазу изашло возило безбједности; Хамилтон је отишао на промјену гума, рачунајући да има довољну предност, али се на стазу вратио иза Розберга и Фетела. Розберг је до краја успио да се одбрани од Фетела и остварио је другу узастопну побједу у сезони и трећу узастопну у Монаку. Трку за Велику награду Канаде стартовао је са другог мјеста, иза Хамилтона, гдје је и завршио, двије секунде иза, док је трећепласирани Валтери Ботас завршио са преко 40 секунди иза возача Мерцедеса.
Велику награду Аустрије стартовао је са другог мјеста, иза Хамилтона, кога је већ у првом кругу обишао. Водио је до краја, са изузетком три круга због одласка у бокс, и остварио је трећу побједу у сезони, чиме је смањио заостатак за Хамилтоном у генералном пласману на десет бодова. Велику награду Велике Британије стартовао је на другом мјесту, иза Хамилтона, гдје је и завршио, десет секунди иза. Велику награду Мађарске стартовао је са другог мјеста, иза Хамилтона, али су их возачи Ферарија обишли на почетку. Хамилтон је због проблема пао на десето мјесто, док се Розберг вратио на друго мјесто и у финишу је водио борбу са Фетелом и Рикардом. Дошао је на 0.8 секунди иза Фетела, након чега се сударио са Рикардом и морао је у бокс; завршио је на осмом мјесту, док је Хамилтон завршио на шестом мјесту и повећао је предност на 21 бод испред Розберга. Велику награду Белгије стартовао је са другог мјеста, иза Хамилтона. Мерцедеси су доминирали, завршио је на другом мјесту, двије секунде иза Хамилтона, док је трећепласирани Ромен Грожан заостајао скоро 40 секунди.
Велику награду Италије стартовао је са четвртог  мјеста. У 50 кругу, док је био на трећем мјесту, иза Хамилтона и Фетела, болид му је остао без снаге и морао је да се повуче, што му је било прво одустајање у сезони. Велику награду Сингапура стартовао је са четвртог мјеста, завршио је на шестом;  Хамилтон је напустио трку, захваљујући чему је смањио заостатак у генералном пласману на 41 бод. Велику награду Јапана стартовао је са пол позиције, али су га је у првој кривини обишли Хамилтон и Фетела. Хамилтон је водио до краја и побиједио, док је Розберг успио да се одбрани од Фетела и завршио је други, двије секунде испред Фетела, 18 иза Хамилтона. Велику награду Русије стартовао је са пол позиције, али је морао да напусти трку током седмог круга, док је био на првом мјесту. С обзиром на то да је морао да напусти трку, пао је на треће мјесто у шампионату, седам бодова иза Фетела и 73 бода иза Хамилтона јј. Велику награду Сједињених Америчких Држава стартовао је са пол позиције, смјењивао се у вођству са Хамилтоном више пута, и завршио на другом мјесту, успјевши да се одбрани од Фетела у финишу.
Велику награду Мексика, која је вожена први пут од 1990, стартовао је са пол позиције. Водио је током цијеле трке, Хамилтон је прелазио у вођство само током боравка Розберга у боксу, и побиједио је двије секунде испред Хамилтона завршио је на трећем мјесту, иза Розберга и Хамилтона. На Великој награди Бразила виђена је идентична ситуација. Стартовао је са пол позиције, водио цијелу трку, осим периода када је због одласка у бокс Хамилтон био на челу трке, и побиједио је са осам секунди испред Хамилтона. Последња трка у сезони била је Велика награда Абу Дабија, коју је стартовао са поново са пол позиције. Остварио је трећу узастопну побједу, осам секунди испред Хамилтона, који је освојио другу титулу заредом.
Сезону је завршио на другом мјесту у шампионату, са 322 бода, 59 иза Хамилтона. Остварио је шест побједа, седам пол позиција и пет најбржих кругова, док је укупно 15 трка завршио на подијуму.

### 2016
Сезона 2016 почела је у марту у Аустралији. Квалификације је завршио на другом мјесту, иза Хамилтона; већ у првом кругу, Фетел и Рејкенен су обишли оба возача Мерцедеса, док је вођство преузео у 36 кругу и тријумфовао испред Хамилтона. Велику награду Бахреина стартовао је са другог мјеста, иза Хамилтона, али га је обишао у првом кругу, водио до краја и остварио другу побједу заредом, десет секунди испред Рејкенена, док је Хамилтон завршио на трећем мјесту. Велику награду Кине стартовао је са пол позиције. У првом кругу обишао га је Рикардо, али се вратио на прво мјесто у трећем кругу, водио до краја и побиједио 37 секунди испред Фетела. Повећао је предност у шампионату на 36 бодова испред Хамилтона, који је завршио на седмом мјесту. На Великој награди Русије потпуно је доминирао. Стартовао је са пол позиције, водио је од почетка до краја, остварио најбржи круг на трци и побиједио је 25 секунди испред Хамилтона, остваривши први грен слем у каријери и седму побједу заредом, поставши такође први возач након Михаела Шумахера 2004, који је побиједио на прве четири трке у сезони. Велику награду Шпаније стартовао је са другог мјеста, иза Хамилтона. У првој кривини првог круга обишао је Хамилтона, који је покушао да врати позицију у трећој кривини, након агресивне вожње Хамилтон је излетио са стазе и сударили су се у четвртој кривини, због чега су обојица морала да напусте трку. Након трке, Хамилтон се извинио тиму због инцидента, док је Розберг одбио да преузме одговорност, изјавивши: „јасно сам ставио до знања да нећу оставити нимало простора са унутрашње стране и веома сам изненађен што је покушао да надокнади разлику “. Мишљења челника Мерцедеса и бивших возача била су различита: Ники Лауда је окривио Хамилтона за судар, Ентони Дејвидсон је истакао да је Розбергов потез био веома агресиван, док је Џеки Стјуарт окривио Хамилтона, истакавши да „Розберг има право да се брани и да Хамилтон не може да иде тако у првом кругу “. Директор тима, Тото Волф изјавио је да ће тим наставити да пушта возаче да се такмиче и возе један против другог.
Велику награду Монака стартовао је са другог мјеста, иза Данијела Рикарда. Имао је спор темпо и Рикардо је отишао на 13 секунди предности, а затим су из Мерцедеса тражили од Розберга да пропусти Хамилтона, што је и урадио. Хамилтон је у 33 кругу обишао Рикарда, који се задржао дуго у боксу јер су му ставили погрешан сет гума, и побиједио је на трци, док је Розберг завршио на седмом мјесту, након чега је имао 24 бода предности испред Хамилтона. Након трке, Хамилтон се захвалио Розбергу што је „био џентлмен “, док је Розберг изјавио да му је био болнији осјећај који је имао у болиду него то што је морао да пропусти Хамилтона, додавши да нема самопоуздања и да је тимско наређење дошло као посљедица тога. Велику награду Канаде стартовао је са другог мјеста, иза Хамилтона. На самом почетку, Фетел је обишао обојицу, али је Хамилтон успио да врати позицију и тријумфује, док се Розберг мучио иза и завршио је на петом мјесту, након чега је предност смањена на девет бодова у генералном пласману. Велику награду Европе стартовао је са пол позиције, водио је од почетка до краја, остварио најбржи круг трке и побиједио је 18 секунди испред Фетела, док је Хамилтон завршио на петом мјесту. Са другим грен слемом у каријери повећао је предност у генералном пласману на 24 бода испред Хамилтона.
Квалификације за Велику награду Аустрије завршио је на другом мјесту, иза Хамилтона, али је због нерегуларне промјене мјењача стартовао са шестог мјеста. Преузео је вођство у 27 кругу, када је Фетел морао да се повуче јер му је експлодирала гума и ударио је у баријере. Након одлазака у бокс, вратио се на прво мјесто у 61 кругу. У последњем кругу, Хамилтон је покушао да га обиђе у другој кривини, отишао је са спољашње стране, али је Розберг у кривини касно отишао на унутрашњу страну и сударили су се. Розберг је оштетио предње крило, док је Хамилтон излетио са стазе. Замало су се поново ударили кад се Хамилтон вратио на стазу, након чега га је обишао у трећој кривини, док је Розберг са оштећеним болидом завршио на другом мјесту. Због судара, Розберг је кажњен са десет секунди и завршио је на четвртом мјесту, захваљујући чему је Хамилтон смањио заостатак на 11 бодова.
Велику награду Велике Британије стартовао је са другог мјеста, иза Хамилтона. Трка је због кише почела са возилом безбједности, које је изашло са стазе у петом кругу. У 16 кругу обишао га је Макс Верстапен; након промјене гума, смањивао је заостатак и у 38 кругу се вратио на друго мјесто, гдје је и завршио, шест секунди иза Хамилтона. Након трке, кажњен је са десет секунди, јер су му из Мерцедеса пружили недозвољену помоћ преко радија, савјетујући га како да поправи грешку мјењача. Након казне, завршио је трку на трећем мјесту и имао је само бод предности испред Хамилтона. Велику награду Мађарске стартовао је са пол позиције, али га је у првом кругу обишао Хамилтон, са којим је водио борбу до краја. Завршио је на другом мјесту, 1.7 секунди иза и пао је на друго мјесто у шампионату, шест бодова иза Хамилтона. Велику награду Њемачке стартовао је са пол позиције, пете у сезони. На самом почетку га је обишао Хамилтон, који је водио од почетка до краја и тријумфовао, док је Розберг завршио на четвртом мјесту, након што су га обишли возачи Ред була, Данијел Рикардо и Макс Верстапен; Хамилтон је повећао предност на 19 бодова у генералном пласману. Велику награду Белгије стартовао је са пол позиције, водио је од почетка до краја и остварио је шесту побједу у сезони, смањивши заостатак на девет бодова иза Хамилтона, који је завршио на трећем мјесту. Велику награду Италије стартовао је са другог мјеста, иза Хамилтона, кога је обишао већ у првом кругу, водио је до краја и остварио седму побједу, 15 секунди испред Хамилтона и смањио је заостатак у генералном пласману на два бода. Велику награду Сингапура стартовао је са пол позиције, водио је до краја, успјевши да се одбрани од Рикарда у последњим круговима и побиједио је 0.4 секунде испред Рикарда, након чега је преузео вођство у шампионату, осам бодова испред Хамилтона.
Велику награду Малезије стартовао је са другог мјеста, иза Хамилтона. У првом кругу сударио се са Фетелом, излетио са стазе и пао на последње мјесто, док је Фетел напустио трку. Хамилтон је био лидер до 40 круга, када је морао да се повуче због грешке мотора. Розберг је успио да дође до трећег мјеста, завршио је иза возача Ред була, Рикарда и Верстапена. Због судара са Рејкененом у финишу, кажњен је са десет секунди, али је остао на трећем мјесту јер је четвртопласирани Кими Рејкенен био 13 секунди иза. Трећим мјестом у Малезији, повећао је предност у шампионату на 23 бода испред Хамилтона. Велику награду Јапана стартовао је са пол позиције, водио је током цијеле трке и остварио девету побједу у сезони, 30 у каријери, четири секунде испред Верстапена и повећао је предност у шампионату на 33 бода. испред Хамилтона. Велику награду Сједињених Америчких Држава стартовао је са другог мјеста, иза Хамилтона, гдје је и завршио, након чега је предност смањена на 26 бодова три трке прије краја. Исти поредак био је и на Великој награди Мексика, након чега је Хамилтон смањио заостатак на 19 бодова пред последње двије трке. Велику награду Бразила стартовао је и завршио на другом мјесту, иза Хамилтона, што је била трећа трка заредом на којој је поредак био идентичан и разлика је смањена на 12 бодова. Последњу трку у сезони, Велику награду Абу Дабија, стартовао је са другог мјеста, иза Хамилтона и послије велике борбе завршио је на другом мјесту, 0.4 секунде иза Хамилтона. Четвртим узастопним другим мјестом, освојио је прву титулу, пет бодова испред Хамилтона. Сезону је завршио са девет побједа, осам пол позиција и шест најбржих кругова, док је укупно 16 трка завршио на подијуму.
Розберг је тако постао трећи возач након Себастијана Фетела и Луиса Хамилтона, који је освојио титулу током 2010-их. Постао је тек други возач који је освојио титулу, а да је претходно титулу освојио и његов отац, након Дејмона Хила и први који је то остварио док му је отац жив. Такође, Розберг је први возач који вози за Њемачку, да је освојио титулу са њемачким тимом, возећи њемачки болид. Добио је награду Аутоспорта за најбољег међународног возача године. Прву награду освојио је његов отац 1982.
Пет дана након освајања титуле, 2. децембра 2016. године, објавио је да завршава каријеру у формули 1, будући да је достигао врхунац каријере. Постао је први актуелни шампион који је након освајања титуле завршио каријеру, од Алана Проста 1993.

## Дизајн кациге и број
Од сезоне 2014 возачи бирају доступни, јединствени број болида који ће користити у остатку каријере у формули 1. Двије године након што возач заврши каријеру, број који користио може бити додијељен другом возачу. Розберг је изабрао број 6, након чега је написао на твитеру: „Кул! Узео сам број 6 за остатак моје каријере у формули 1! Срећни број моје будуће жене и оца. Тако да то мора да ради и за мене такође.”.
Почетком 2014, промијенио  је дизајн кациге, који је користио претходних осам година, из жуте у црно сиву. Нови дизајн урадио је Јенс Мансер, а укључује кром, мало будистичког утицаја кроз бескрајни чвор, чисте линије и личне симболе.

## Статистика каријере

### Резултати по сезонама
| Сезона | Серија                | Тим              | Број трка  | Побједе    | Пол позиције | Најбржи кругови | Подијуми   | Бодови     | Позиција   |
| ------ | --------------------- | ---------------- | ---------- | ---------- | ------------ | --------------- | ---------- | ---------- | ---------- |
| 2001.  | Формула БМВ           |                  | 3          | 0          | 0            | 0               | 0          | 38         | 18         |
| 2002.  | Формула БМВ Адак      | Вива рејсинг     | 20         | 9          | 5            | 1               | 13         | 264        | 1          |
| 2003.  | Формула 3 евро серија | Тим Розберг      | 20         | 1          | 1            | 2               | 5          | 45         | 8          |
| 2003.  | Формула 3 мастерс     | Тим Розберг      | 1          | 0          | 0            | 0               | 0          | N/A        | NC         |
| 2003.  | Гран при Макао        | Карлин мотоспорт | 1          | 0          | 0            | 0               | 0          | N/A        | NC         |
| 2003.  | Кореја супер при      | Карлин мотоспорт | 1          | 0          | 0            | 0               | 0          | N/A        | 11         |
| 2004.  | Формула 3 евро серија | Тим Розберг      | 19         | 3          | 2            | 2               | 5          | 70         | 4          |
| 2004.  | Гран при Макао        | Тим Розберг      | 1          | 0          | 0            | 0               | 0          | N/A        | NC         |
| 2004.  | Формула 3 мастерс     | Тим Розберг      | 1          | 0          | 0            | 0               | 0          | N/A        | 6          |
| 2004.  | Бахреин супер при     | Тим Розберг      | 1          | 0          | 0            | 0               | 1          | N/A        | 2          |
| 2005.  | ГП 2                  | АРТ гран при     | 23         | 5          | 4            | 5               | 12         | 120        | 1          |
| 2005.  | Формула 1             | Вилијамс         | Тест возач | Тест возач | Тест возач   | Тест возач      | Тест возач | Тест возач | Тест возач |
| 2006.  | Формула 1             | Вилијамс         | 18         | 0          | 0            | 1               | 0          | 4          | 17         |
| 2007.  | Формула 1             | Вилијамс         | 17         | 0          | 0            | 0               | 0          | 20         | 9          |
| 2008.  | Формула 1             | Вилијамс         | 18         | 0          | 0            | 0               | 2          | 17         | 13         |
| 2009.  | Формула 1             | Вилијамс         | 17         | 0          | 0            | 1               | 0          | 34.5       | 7          |
| 2010.  | Формула 1             | Мерцедес         | 19         | 0          | 0            | 0               | 3          | 142        | 7          |
| 2011.  | Формула 1             | Мерцедес         | 19         | 0          | 0            | 0               | 0          | 89         | 7          |
| 2012.  | Формула 1             | Мерцедес         | 20         | 1          | 1            | 2               | 2          | 93         | 9          |
| 2013.  | Формула 1             | Мерцедес         | 19         | 2          | 3            | 0               | 4          | 171        | 6          |
| 2014.  | Формула 1             | Мерцедес         | 19         | 5          | 11           | 5               | 15         | 317        | 2          |
| 2015.  | Формула 1             | Мерцедес         | 19         | 6          | 7            | 5               | 15         | 322        | 2          |
| 2016.  | Формула 1             | Мерцедес         | 21         | 9          | 8            | 6               | 16         | 385        | 1          |

### Резултати у формули 3
(Трке које су болдоване означавају пол позицију, трке које су искошене означавају најбржи круг)
| Година | Тим         | Шасија          | Мотор | 1         | 2       | 3         | 4       | 5       | 6         | 7        | 8         | 9       | 10       | 11        | 12      | 13      | 14      | 15        | 16        | 17      | 18       | 19      | 20        | КП | Бодови |
| ------ | ----------- | --------------- | ----- | --------- | ------- | --------- | ------- | ------- | --------- | -------- | --------- | ------- | -------- | --------- | ------- | ------- | ------- | --------- | --------- | ------- | -------- | ------- | --------- | -- | ------ |
| 2003.  | Тим Розберг | Далара F303/005 | Опел  | ХОК 1 Ret | ХОК 2 3 | АДР 1 Ret | АДР 2   | ПО 1 15 | ПО 2 17   | НОР 1 8  | НОР 2 Ret | ЛМС 1   | ЛМС 2 11 | НИР 1 Ret | НИР 2 3 | А1Р 1 8 | А1Р 2 3 | ЗАН 1 18  | ЗАН 2 8   | ХОК 1 7 | ХОК 2 14 | МАГ 1 6 | МАГ 2 Ret | 8  | 45     |
| 2004.  | Тим Розберг | Далара F303/006 | Опел  | ХОК 1     | ХОК 2 1 | ЕСТ 1 Ret | ЕСТ 2 4 | АДР 1 5 | АДР 1 Ret | ПО 1 Ret | ПО 2 Ret  | НОР 1 4 | НОР 1 17 | МАГ 1 6   | МАГ 2   | НИР 1   | НИР 2 3 | ЗАН 1 Ret | ЗАН 2 DNS | БРН 1 4 | БРН 2 11 | ХОК 1 8 | ХОК 2 8   | 4  | 70     |

### Резултати у ГП 2 серији
(Трке које су болдоване означавају пол позицију, трке које су искошене означавају најбржи круг)
| Година | Тим          | 1        | 2           | 3        | 4         | 5        | 6        | 7         | 8        | 9         | 10       | 11        | 12       | 13        | 14       | 15        | 16        | 17        | 18       | 19        | 20       | 21        | 22       | 23        | КП | Бодови |
| ------ | ------------ | -------- | ----------- | -------- | --------- | -------- | -------- | --------- | -------- | --------- | -------- | --------- | -------- | --------- | -------- | --------- | --------- | --------- | -------- | --------- | -------- | --------- | -------- | --------- | -- | ------ |
| 2005.  | АРТ гран при | ИМО ГЛ 8 | ИМО СПР Ret | КАТ ГЛ 9 | КАТ СПР 4 | МОН ГЛ 3 | НИР ГЛ 3 | НИР СПР 4 | МАГ ГЛ 7 | МАГ СПР 1 | СИЛ ГЛ 1 | СОЛ СПР 4 | ХОК ГЛ 1 | ХОК СПР 4 | ХУН ГЛ 5 | ХУН СПР 2 | ИСТ ГЛ 17 | ИСТ СПР 3 | МНЗ ГЛ 2 | МНЗ СПР 2 | СПА ГЛ 3 | СПА СПР 5 | БХР ГЛ 1 | БХР СПР 1 | 1  | 120    |

### Резултати у формули 1
(кључ) (Трке које су болдоване означавају пол позицију, трке које су искошене означавају најбржи круг)
| Година | Тим      | Шасија                  | Мотор                          | 1       | 2       | 3       | 4       | 5       | 6       | 7       | 8      | 9       | 10      | 11     | 12      | 13      | 14      | 15      | 16      | 17      | 18      | 19     | 20     | 21    | КП | Бодови |
| ------ | -------- | ----------------------- | ------------------------------ | ------- | ------- | ------- | ------- | ------- | ------- | ------- | ------ | ------- | ------- | ------ | ------- | ------- | ------- | ------- | ------- | ------- | ------- | ------ | ------ | ----- | -- | ------ |
| 2006.  | Вилијамс | Вилијамс FW28           | Косворт CA2006 2.4 V8          | БХР 7   | МАЛ Ret | АУС Ret | СМР 11  | ЕВР 7   | ШПА 11  | МОН Ret | УК 9   | КАН Ret | САД 9   | ФРА 14 | ЊЕМ Ret | МАЂ Ret | ТУР Ret | ИТА Ret | КИН 11  | ЈПН 10  | БРА Ret |        |        |       | 17 | 4      |
| 2007.  | Вилијамс | Вилијамс FW29           | Тојота RVX-07 2.4 V8           | АУС 7   | МАЛ Ret | БХР 10  | ШПА 6   | МОН 12  | КАН 10  | САД 16† | ФРА 9  | УК 12   | ЕВР Ret | МАЂ 7  | ТУР 7   | ИТА 6   | БЕЛ 6   | ЈПН Ret | КИН 16  | БРА 4   |         |        |        |       | 9  | 20     |
| 2008.  | Вилијамс | Вилијамс FW30           | Тојота RVX-08 2.4 V8           | АУС 3   | МАЛ 14  | БХР 8   | ШПА Ret | ТУР 8   | МОН Ret | КАН 10  | ФРА 16 | УК 9    | ЊЕМ 10  | МАЂ 14 | ЕВР 8   | БЕЛ 12  | ИТА 14  | СИН 2   | ЈПН 11  | КИН 15  | БРА 12  |        |        |       | 13 | 17     |
| 2009.  | Вилијамс | Вилијамс FW31           | Тојота RVX-09 2.4 V8           | АУС 6   | МАЛ 8‡  | КИН 15  | БХР 9   | ШПА 8   | МОН 6   | ТУР 5   | УК 5   | ЊЕМ 4   | МАЂ 4   | ЕВР 5  | БЕЛ 8   | ИТА 16  | СИН 11  | ЈПН 5   | БРА Ret | АБУ 9   |         |        |        |       | 7  | 34.5   |
| 2010.  | Мерцедес | Мерцедес MGP W01        | Мерцедес FO 108X 2.4 V8        | БХР 5   | АУС 5   | МАЛ 3   | КИН 3   | ШПА 13  | МОН 7   | ТУР 5   | КАН 6  | ЕВР 10  | УК 3    | ЊЕМ 8  | МАЂ Ret | БЕЛ 6   | ИТА 5   | СИН 5   | ЈПН 17† | КОР Ret | БРА 6   | АБУ 4  |        |       | 7  | 142    |
| 2011.  | Мерцедес | Мерцедес MGP W02        | Мерцедес FO 108Y 2.4 V8        | АУС Ret | МАЛ 12  | КИН 5   | ТУР 5   | ШПА 7   | МОН 11  | КАН 11  | ЕВР 7  | УК 6    | ЊЕМ 7   | МАЂ 9  | БЕЛ 6   | ИТА Ret | СИН 7   | ЈПН 10  | КОР 8   | ИНД 6   | АБУ 6   | БРА 7  |        |       | 7  | 89     |
| 2012.  | Мерцедес | Мерцедес MGP W03        | Мерцедес FO 108Z 2.4 V8        | АУС 12  | МАЛ 13  | КИН 1   | БХР 5   | ШПА 7   | МОН 2   | КАН 6   | ЕВР 6  | УК 15   | ЊЕМ 10  | МАЂ 10 | БЕЛ 11  | ИТА 7   | СИН 5   | ЈПН Ret | КОР Ret | ИНД 11  | АБУ Ret | САД 13 | БРА 15 |       | 9  | 93     |
| 2013.  | Мерцедес | Мерцедес MGP W04        | Мерцедес FO 108F 2.4 V8        | АУС Ret | МАЛ 4   | КИН Ret | БХР 9   | ШПА 6   | МОН 1   | КАН 5   | УК 1   | ЊЕМ 9   | МАЂ 19† | БЕЛ 4  | ИТА 6   | СИН 4   | КОР 7   | ЈПН 8   | ИНД 2   | АБУ 3   | САД 9   | БРА 5  |        |       | 6  | 171    |
| 2014.  | Мерцедес | Мерцедес MGP W05 хибрид | Мерцедес PU106A хибрид 1.6 V6  | АУС 1   | МАЛ 2   | БХР 2   | КИН 2   | ШПА 2   | МОН 1   | КАН 2   | АУТ 1  | УК Ret  | ЊЕМ 1   | МАЂ 4  | БЕЛ 2   | ИТА 2   | СИН Ret | ЈПН 2   | РУС 2   | САД 2   | БРА 1   | АБУ 14 |        |       | 2  | 317    |
| 2015.  | Мерцедес | Мерцедес MGP W06 хибрид | Мерцедес PU106AB хибрид 1.6 V6 | АУС 2   | МАЛ 3   | КИН 2   | БХР 3   | ШПА 1   | МОН 1   | КАН 2   | АУТ 1  | УК 2    | МАЂ 8   | БЕЛ 2  | ИТА 17† | СИН 4   | ЈПН 2   | РУС Ret | САД 2   | МЕК 1   | БРА 1   | АБУ 1  |        |       | 2  | 322    |
| 2016.  | Мерцедес | Мерцедес MGP W07 хибрид | Мерцедес PU106C хибрид 1.6 V6  | АУС 1   | БХР 1   | КИН 1   | РУС 1   | ШПА Ret | МОН 7   | КАН 5   | ЕВР 1  | АУТ 4   | УК 3    | МАЂ 2  | ЊЕМ 4   | БЕЛ 1   | ИТА 1   | СИН 1   | МАЛ 3   | ЈПН 1   | САД 2   | МЕК 2  | БРА 2  | АБУ 2 | 1  | 385    |

† Није завршио трку, али је класификован јер је завршио 90% дистанце.

‡ Додијељено пола бодова ако је завршио барем 75% укупне дистанце на трци.

### Рекорди и постигнућа
- Шампион формуле 1 2016;
- 23 побједе у формули 1;
- 30 пол позиција у формули 1;
- поставио је најбржи круг на својој првој трци у формули 1, Великој награди Бахреина 2006;
- трофеј Лоренцо Бандини 2011,
- награда за највише пол позиција 2014;
- награда ДХЛ најбржи круг 2016;
- Лауреус награда за пробој године, 2017.